# Et godt liv
Et godt liv er en dansk dokumentarfilm fra 1971 med instruktion og manuskript af Jannik Hastrup og Li Vilstrup.

## Handling
Antitobakrygnings-reklamefilm i en blanding af real-optagelser og animation.